# Cléden-Cap-Sizun
 Cléden-Cap-Sizun  (en bretón Kledenn-ar-C'hab) es una población y comuna francesa, situada en la región de Bretaña, departamento de Finisterre, en el distrito de Quimper y cantón de Pont-Croix.

## Demografía
| 2079 | 1949 | 1640 | 1420 | 1181 | 1037 |
| Para los censos de 1962 a 1999 la población legal corresponde a la población sin duplicidades (Fuente: INSEE [Consultar]) |      |      |      |      |      |